# Svartsjön (Hällestads socken, Östergötland, 651420-148183)
Svartsjön är en sjö i Finspångs kommun i Östergötland och ingår i Motala ströms huvudavrinningsområde.